# Julen Urruzola
Julen Urruzola Alberdi, llamado Urruzola, nacido en Asteasu (Guipúzcoa) el 23 de octubre de 1990, es un pelotari español de pelota vasca profesional en la modalidad de mano, con la empresa Garfe, juega en la posición de zaguero.